# Шебашёвский переулок
Шебашёвский переулок находится в районе Аэропорт Северного административного округа города Москвы.

## История
Ранее Шебашёвский переулок располагался на территории бывшего подмосковного села Всехсвятского. Современное название он получил в 1925 году по фамилии одного из домовладельцев.

## Расположение
Шебашёвский переулок расположен между Ленинградским проспектом и улицей Авиаконструктора Яковлева. Восточную (чётную) сторону переулка занимают корпуса МАДИ, а на западной (нечётной) стороне расположены жилые дома.

## Транспорт
По улице общественный транспорт не проходит. Ближайшие остановки — Улица Лизы Чайкиной автобусов м1, н1, н12, т65, т70, т86, 105, 356, 403, 412 на Ленинградском проспекте. В 350 метрах от переулка на Ленинградском проспекте расположена станция метро «Аэропорт».